# Зал очікування (фільм)
«Зал очікування» (нід. De Wachtkamer) — кінофільм режисера Йоса Стеллінга, що вийшов на екрани в 1996 році.

## Зміст
Великий вокзал, типовий для будь-якого великого міста. Пасажири, які очікують свій поїзд, коротають час. Хтось із цікавістю спостерігає за іншими, хтось настільки занурений у свої проблеми, що нічого навколо не помічає. Самовпевнений герой фільму зайнятий тим, що роздягає поглядом деяких присутніх тут жінок, поки його дружина пішла за кавою. Красуня в блакитному, до його здивування, сміливо відповідає на погляди. Очевидно, сьогодні його щасливий день. До того часу, коли повертається дружина, він встигає пережити дещо дивне прямо під пильними поглядами інших пасажирів. І дуже ймовірно, що наступного разу, коли він побачить гарну білявку, він буде поводити себе набагато обережніше.

## Ролі
| Актор         | Роль |
| ------------- | ---- |
| Бьянка Кодам  | -    |
| Джин Бервутс  | -    |
| Аннет Мальерб | -    |

## Знімальна група
- Сценарист і режисер — Йос Стеллінг
- Продюсер — Антон Крамер, Маріетт Різенбек
- Композитор — Маурітс Овердульфе